# 梅伊拉姆别克·艾纳古洛夫
梅伊拉姆别克·米尔扎加列维奇·艾纳古洛夫（1994年2月17日—），哈萨克斯坦男子摔跤运动员，2017年世界摔跤锦标赛男子古典式59公斤级银牌得主、2018年亚洲运动会男子古典式60公斤级铜牌得主、2019年世界摔跤锦标赛男子古典式60公斤级铜牌得主。